# 치안감

치안감의 계급장

치안감(治安監, Senior Superintendent General)은 대한민국 경찰공무원의 계급 중 경무관의 위, 치안정감의 아래로, 고위급 간부(경찰 수뇌부)에 속한다.
2급 이사관에 해당하며, 소방관의 소방감, 군대의 소장(사단장)에 해당한다.
대한민국 경찰공무원 중에서 30여명 만이 존재하며, 경무관에서 6년 안에 승진하지 못하거나, 4년 안에 치안정감으로 승진하지 못하면 계급정년에 걸려 퇴직해야 한다.

## 보직
| - 경찰청 국장급 - 서울특별시경찰청 차장 - 대전, 대구, 울산, 광주, 경기북부, 강원, 충남, 충북, 경남, 경북, 전남, 전북, 제주특별자치도 경찰청장 - 중앙경찰학교장 - 경찰인재개발원장 - 행정안전부 경찰국장 | - 해양경찰청 기획조정관 - 서해, 남해지방해양경찰청장 - 해양경찰교육원장 |

## 계급정년
- 4년 안에 치안정감으로 승진하지 못하면 퇴직해야 한다.

## 같이 보기
- 대한민국 경찰공무원의 계급 목록